# 格列恰尼基
50°4′33″N 31°19′32″E / 50.07583°N 31.32556°E
赫雷恰尼基（烏克蘭語：Гречаники）是位於烏克蘭北部的村莊，由基辅州鲍里斯皮尔区的迪維奇基市鎮負責管轄。該村面積1.25平方公里，海拔高度91米，2001年人口55，人口密度每平方公里44人。